# Попенко Ольга Михайлівна
Ольга Михайлівна Попенко (нар. 2 серпня 1960, с. Лустівка, Ніжинський район, Чернігівська область) — міська голова Прилук.

## Біографія
Після закінчення Лустівської восьмирічної школи вступила до Прилуцького педагогічного училища на шкільне відділення, отримала спеціальність учитель початкових класів.
З 1980 року по 1986 рік працювала в школах Бобровицького, Ніжинського і Прилуцького районів. З листопада 1986 року — голова студентського профкому Прилуцького педагогічного училища ім. І. Я. Франка. Вищу освіту здобула в Ніжинському державному педагогічному інституті за спеціальністю вчителька української мови та літератури.
Закінчила аспірантуру Ніжинського державного педагогічного університету імені Миколи Гоголя за спеціальністю українська мова.
2005 — захистила дисертацію і здобула науковий ступінь кандидата філологічних наук.
2012 — присвоєно наукове звання доцента кафедри педагогіки.
2005 — на загальних зборах трудового колективу обрана директоркою Прилуцького гуманітарно-педагогічного коледжу ім. І. Я. Франка.
2015 — обрана на посаду Прилуцького міського голови.
2020 — переобрана на посаду Прилуцького міського голови.

## Сімейний стан
Чоловік — Попенко Микола Михайлович 1961 року народження. Працює на Гніденському газопереробному заводі. У шлюбі мають двох синів.